# Karlatornet
Karlatornet es un rascacielos de 73 plantas en la ciudad de Gotemburgo, Suecia. Finalizado en 2024, con sus 247 metros de altura, es el edificio más alto de Suecia y de toda Escandinavia. El 22 de septiembre de 2022, la torre alcanzó la cota de 193 metros de altura, oficialmente sobrepasando a la Turning Torso, en Malmö.
En las primeras fases, la estructura residencial fue presupuestada con un coste de aproximadamente 4,000 millónes de coronas suecas, pero luego de varios cambios y la ampliación de la altura del edificio, su costo final fue de 5,800 millónes de coronas suecas, o el equivalente a 525 millones de dólares (según su equivalente monetario en su momento)
La firma de arquitectos del edificio es Skidmore, Owings and Merrill, y está siendo construido por Serneke Group AB. Las obras fueron paralizadas durante varios meses debido a la pandemia de COVID-19 y retomadas a comienzos de 2021.
La obra se finalizó en 2024, sus primeros residentes comenzaron a mudarse desde agosto de 2023.
Karlatornet tiene 5 elevadores, operados por la empresa finlandesa de elevadores Kones. Dos de los elevadores tienen una velocidad maxima de 21,6 Km/h, y los otros tres llegan a los 28,8 km/h. Al mismo tiempo de la construcción, estos elevadores fueron los más rápidos de Suecia
Karlatornet es uno de los 9 edificios que formarán Karlastaden. Otros edificios son:
- Cassiopeja, 147 m, 43 pisos.
- Auriga, 125 m, 36 pisos.
- Virgo, 27 pisos.
- Capella, 17 pisos.
- Lynx, 17 pisos.
- Aries, 12 pisos.
- Callisto, 7 pisos.